# Billère
Billère is een gemeente in het Franse departement Pyrénées-Atlantiques (regio Nouvelle-Aquitaine). De plaats maakt deel uit van het arrondissement Pau. Billère telde op 1 januari 2022 14.037 inwoners. Het is een voorstad van Pau.
Na 1815 was er een aanzienlijke Britse kolonie in Pau die daar overwinterde. In 1856 werd door Britten uit Pau, allen vrijmetselaars, in Billère de Pau Golf Club opgericht. In 1880 werd het huidige Victoriaanse clubhuis gebouwd. Tot de Tweede Wereldoorlog bestonden de leden en het bestuur voornamelijk uit Britten.

## Geografie
De oppervlakte van Billère bedroeg op 1 januari 2022 4,57 vierkante kilometer; de bevolkingsdichtheid was toen 3.071,6 inwoners per km². De gemeente ligt in de historische regio Béarn en de Gave de Pau stroomt door de gemeente.
De onderstaande kaart toont de ligging van Billère met de belangrijkste infrastructuur en aangrenzende gemeenten.

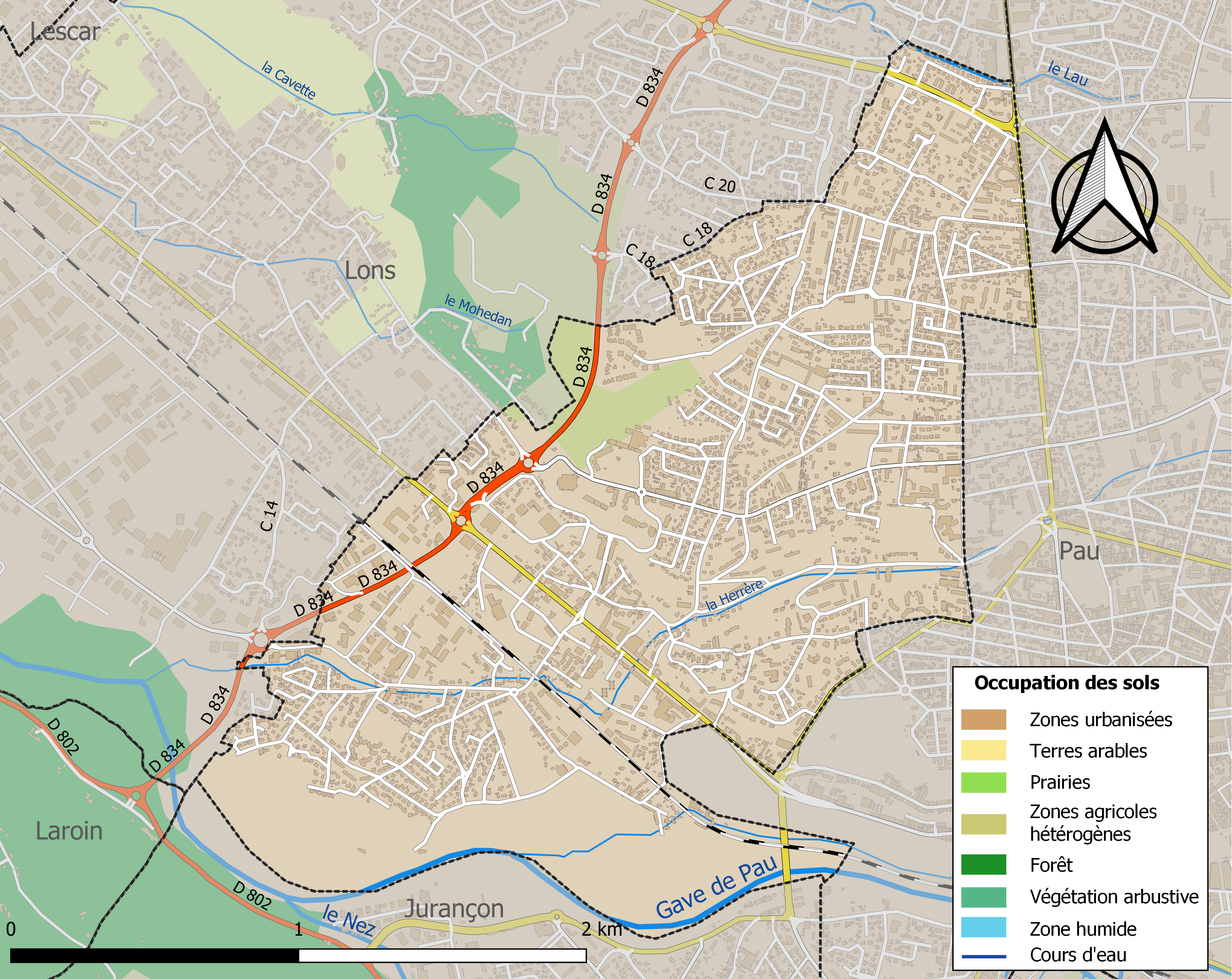

## Demografie
Onderstaande figuur toont het verloop van het inwonertal (bron: INSEE-tellingen).